# Listă de articole economice

## A
- Acțiune
- Agent de vânzări
- Agenție de publicitate
- Ambalaj
- Analiză SWOT
- Analiză media
- Audit
- Angrosist

## B
- Bursă
- Buget
- Bun economic
- Bun public
- Bun comun
- Bun privat
- Bun Giffen
- Bun final
- Bun intermediar
- Bun durabil
- Bun liber
- Bunuri de consum cu mișcare rapidă

## C
- Calitate
- Capital - Definire si Caracteristici
- Capitalism - Descrierea capitalismului.
- Cash and carry
- Ciclu economic
- Ciclul de viață al produsului
- Cifră de afaceri - Idei, Concepte, Definiție.
- Clasă de produse
- Client
- Comerț - Negoț, metode.
- Concurență perfectă
- Consumator
- Contabilitate
- Consumator
- Cost
- Cotă de piață
- Cotă de vânzări
- Credit de consum

## D
- Datorie externă
- Datorie publică
- Deficit bugetar
- Deficit public
- Deflație
- Detailist
- Devalorizare
- Distribuitor
- Dobândă
- Dolar
- Drepturi de autor
- Dumping

## E
- Echilibru Nash
- Economie
- Economie de piață
- Economie politică
- Elasticitate (economie)
- Elasticitatea prețului cererii
- Elasticitatea venitului
- Elasticitatea în cruce
- Euro
- Evaluare
- Economia locala

## F G H
- Facturare
- Fondul Monetar Internațional
- Fișa scorului echilibrat
- Formele pieței
- Garanție
- Gaj
- Grup focus
- Hypermarket
- Furnizor
- Funcție Cobb-Douglas
- Funcție de utilitate
- Funcție de producție

## I Î
- Indicele dezvoltării umane
- Inflație
- Intermediar
- Inovație
- Ierarhie

## J K L
- John Maynard Keynes
- Karl Marx
- Ludwig von Mises
- Lansare
- Leasing
- Legea lui Gresham
- Lider de opinie
- Lider de piață
- Limbaj corporal
- Linie de produse

## M
- Macroeconomie
- Macromarketing
- Magnat
- Microeconomie
- Monedă
- Monopol
- Monopson
- Marketing
- Magazin
- Management
- Marcă
- Marcă înregistrată
- Mix de marketing: Produs, Piață, Promovare, Preț
- Merchandising
- Mică publicitate
- Mostră
- Multi Level Marketing

## N
- New Deal
- NYSE

## O
- Obligațiune
- OECD
- Oligopol
- Oligopson
- OPEC
- Ofertă
- Organigramă

## P Q
- Paritatea puterii de cumpărare
- Paușal
- Piață
- Piața neagră
- Productivitate
- Produs intern brut (PIB)
- Produs național brut(PNB)
- Privatizare
- Plan de marketing
- Poziționare
- Principiul Pareto
- Publicitate
- Penetrare
- Percepție
- Patent
- Pierdere
- Poster
- Preț
- Previziune
- Produs
- Promovare
- Profit
- Punct de desfacere
- Performanță

## R
- Refinanțare
- Rețea de distribuție
- Rabat comercial
- Război al prețurilor
- Reclamă
- Regim de lohn
- Relații publice
- Reproiectarea proceselor de afaceri
- Regula de aur a politicii fiscale
- Regula de aur a acumulării

## S
- SAPARD
- Scrisoare comercială
- Segmentarea pieței
- Servicii post-vânzare
- Simulare Imaginarea unei situații reale in Marketing, Management pentru a testa un produs sau o situație dată.
- Sistem de plată
- Sistemul Bretton Woods
- Slogan
- Sondaj
- Sponsor
- Sponsorizare
- Standardizare
- Strategie
- Structura organizațonală
- Studiu de piață
- Subvenție
- Supermarket

## Ș
- Șomaj

## T
- Tantieme
- Taxe
- TVA
- Telemarketing
- Teoria prețului
- Termen de valabilitate

## U
- Utilizator

## V W X Y Z
- Valoare adăugată
- Valută
- Vânzare
- Venit